# Lotrando a Zubejda
Lotrando a Zubejda je bulharsko-francouzsko-česká koprodukční filmová pohádka režiséra Karla Smyczka a scenáristy Zdeňka Svěráka z roku 1997. Děj je založen na motivu pocházejícího ze dvou pohádek z knihy Devatero pohádek Karla Čapka (konkrétně: Druhá loupežnická pohádka a Velká pohádka doktorská). Film byl v českých kinech premiérově uveden 11. září 1997. Česká televizní premiéra se odehrála na stanici ČT1 24. prosince 1998, kdy byl odvysílán jako štědrovečerní pohádka České televize.
Film byl natáčen mj. v Polné v muzejní expozici věnované školství v minulosti.

## Příběh
V Čechách je mnoho lesů, kde si na člověka mohou počíhat loupežníci, z nich nejstrašnější je vyvrhel Lotrando. Lotrandův syn vyrostl jak dříví v lese, a tak se otec rozhodl dát syna do klášterní školy. Z loupežnického synka se však stane mírumilovný vzdělanec. Když mladý Lotrando vidí svého otce umírat, slíbí mu na smrtelné posteli, že se ujme jeho živnosti a nikdy nebude pracovat. Tento slib se však vůbec neslučuje s jeho výchovou. Tak se stane, že ji se svou povahou nemůže vykonávat a je bez živnosti. Mezitím v sultánství Solimánském si nikdo neví rady s princeznou Zubejdou, která již dlouhou dobu stůně. Proto se vypraví delegace v čele s Halím do české kotliny. Zde naleznou hned dvojitého doktora, DrVoštěpa DrNce. Ten ale odmítne jít vykonat své služby do sultánství Solimánského bez svého nového přítele Lotranda. Teprve po příjezdu zjistí, že cizinci nepotřebují služeb drvoštěpa, ale doktora. Pokud se jim ale nepodaří vyléčit princeznu, budou oba o hlavu kratší. Lotrando si ale včas vzpomene, že kam nechodí slunce, tam chodí lékař. Vykácí tedy les vedle princeznina okna, čímž se princezna vyléčí. Než však stihnou vyrazit na cestu zpátky, princezna Zubejda se s Lotrandem do sebe zamilují. Lotrando pak zjistí, že Zubejdina chůva La Mad / Madla je jeho matka. Tak se Zubejda vydá s Lotrandem, jeho matkou, cestovatelem Lustigem a Drncem do české kotliny, kde se z Lotranda stane mladý pan učitel.

## Obsazení

### Česká kotlina

#### Loupežníci a okradení
| Jiří Strach             | mladý Lotrando             |
| Jiří Pecha              | starý Lotrando             |
| Jaroslava Kretschmerová | maceška                    |
| Jiří Lábus              | loupežník Vincek           |
| Jan Bonaventura         | loupežník                  |
| Otmar Brancuzský        | loupežník                  |
| Zdeněk Vronský          | loupežník                  |
| Jan Müller              | loupežník                  |
| Jan Hraběta             | loupežník                  |
| Miloslav Čížek          | loupežník                  |
| Josef Kubíček           | oloupený forman z Vimperka |
| Petr Brukner            | přepadený kupec z Vizovic  |

#### Mniši
| Josef Karlík      | otec převor     |
| Vladimír Javorský | páter Amadeus   |
| Bořivoj Penc      | páter Dominik   |
| Antonín Bubeník   | páter Spiridion |
| Jakub Hladík      | mnich           |
| Jakub Staněk      | mnich           |
| Petr Smyczek      | mnich           |
| Lukáš Kočí        | mnich           |

#### Drnec s rodinou
| Pavel Zedníček            | drvoštěp Drnec      |
| Naďa Konvalinková         | Drncova žena        |
| Barbora Srncová-Kveviková | Drncova sestra Anna |
| Josef Kolínský            | Drncův syn          |
| Johan Kolínský            | Drncův syn          |
| Anna Kolínská             | Drncova dcera       |
| Viktorie Kolínská         | Drncova dcera       |
| Bedřich Zedníček          | Drncův otec         |
| matka Pavla Zedníčka      | Drncova matka       |

### Sultánství Solimánské
| Barbora Seidlová  | princezna Zubejda     |
| Marián Labuda     | sultán Solimán        |
| Miroslav Táborský | vyslanec Hálí         |
| Ladislav Gerendáš | vyslanec Bélí         |
| Jaroslav Sypal    | vyslanec Zélí         |
| Oldřich Navrátil  | muezzin               |
| Petar Ivanov      | kat                   |
| Karel Smyczek     | léčitel na konci řady |
| velbloudice Aisha | velbloud              |

### Ostatní
| Zdeněk Svěrák   | vypravěč                                             |
| Arnošt Goldflam | cestovatel a obchodník s bižuterií Lustig z Jablonce |
| ???             | nomád s oslem                                        |

## Zasazení do prostoru
Mladý Lotrando uvádí, že jeho domovem je „Zadní Lhota severně od Makotřas“. Takové místo skutečně existuje. Stojí však za zmínku, že Zadní Lhota, která se nachází u Děčína v Ústeckém kraji, leží asi 60 km severně od Makotřas, které se nachází u Kladna ve Středočeském kraji.
Pozoruhodné je i to, že první přepadený kupec pochází z Vimperka, který leží u Prachatic v Jihočeském kraji, druhý naopak z Vizovic, které leží u Zlína ve Zlínském kraji. Minimálně v případě druhého kupce je zřejmé, že je přepaden opravdu v blízkosti Vizovic, jelikož říká: „Tak starej Lotrando je po smrti. To budou mít chlapi ve vizovický hospodě radost.“

## Písně
V pohádce zazní šestice písní od skladatele Jaroslava Uhlíře a textaře Zdeňka Svěráka. Píseň Řízni, řízni je zpívána celkem dvakrát, ostatní jen jednou. Postupně se tak ve filmu objeví písně:
- Pod dubem
- Lotr intelektuál
- Mniši
- Řízni, řízni
- Seznamte se
- Putování
- Řízni, řízni
- Nám se stalo něco překrásného